# Błękitny karzeł
Błękitny karzeł – hipotetyczna gwiazda powstała z czerwonego karła, kiedy ten wyczerpie większość paliwa wodorowego. Tą ścieżką ewolucji może podążyć tylko część czerwonych karłów, o mniejszej masie nie osiągną wystarczająco dużej temperatury, a o większej przekształcą się w olbrzymy.

## Czerwone karły
Czerwone karły mogą żyć nawet biliony lat (np. przewidywany czas życia czerwonego karła o masie 0,08 masy Słońca wynosi 12 bilionów lat), czyli wielokrotnie dłużej niż wynosi wiek Wszechświata, szacowany obecnie na ok. 13,82 mld lat. Żaden błękitny karzeł nie mógł więc jeszcze powstać. Tak długa żywotność czerwonych karłów wynika z powolnego tempa fuzji jądrowej i konwekcji plazmy w znacznej części, a nawet w całej ich objętości. Ruch konwekcyjny plazmy powoduje, że hel nie odkłada się w jądrze, dzięki czemu czerwony karzeł może „spalić” praktycznie cały wodór.

## Masa a ewolucja
Szybkość fuzji wodoru, a tym samym i jasność, rośnie z wiekiem czerwonego karła, zwiększenie jasności może nastąpić przez zwiększenie promienia lub temperatury powierzchni. Temperatura powierzchni zależy głównie od składu chemicznego powierzchni gwiazdy, zastąpienie wodoru helem podnosi temperaturę, w pewnym stopniu temperatura powierzchniowa gwiazdy zależy od przyspieszenia grawitacyjnego w fotosferze. Całkowicie konwektywny karzeł o małej masie (<0,10 M☉) zużyje wodór, przekształcając się w helowego białego karła; jego temperatura efektywna nigdy nie przekroczy ~6000 K, temperatury, jaką ma obecnie powierzchnia Słońca (żółty karzeł). Czerwone karły o masie ~0,2-0,25 M☉ i większych podążą według modeli jeszcze inną ścieżką ewolucyjną: wzrost temperatury jądra, zmniejszy wypływ helu do powierzchni, co nie zwiększy przeźroczystości warstw zewnętrznych i wymusi zwiększenie promienia do ponad 1 R☉ i przekształcenie się w olbrzyma (przypuszczalnie żółtego). Jeśli wzrost temperatury powierzchni będzie wystarczający do wypromieniowania energii, gwiazda nie stanie się olbrzymem, ale błękitnym karłem. Taką ścieżką ewolucji podąży czerwony karzeł o masie rzędu 0,15 M☉: na kilka miliardów lat osiągnie bardzo wysoką temperaturę i jasność ~0,1-0,3 L☉, przekształcając się w błękitnego karła, zanim stanie się białym karłem. Jest to możliwe, gdy przeźroczystość zewnętrznych warstw gwiazdy nie zmniejsza się ze wzrostem ich temperatury. Ostatecznie, po wyczerpaniu całego zapasu wodoru błękitny karzeł stanie się helowym białym karłem.